# Arrondissement de Fort-de-France
Arrondissement de Fort-de-France är ett av Martiniques fyra arrondissement. Det ligger i den centrala delen av Martinique. Huvudort, préfecture, är Fort-de-France.
Området består av fyra kommuner: 
- Fort-de-France
- Le Lamentin
- Saint-Joseph
- Schœlcher